# Бора-Пик
Бора-Пик (англ. Borah Peak) — гора в Айдахо, расположена на территории округа Кастер.
Высота над уровнем моря — 3859 м, это высшая точка штата. Геологически относится к хребту Лост-Ривер Скалистых гор.
Названа гора в честь бессменного в 1907—1940 гг сенатора от штата Уильяма Бора.
Первое покорение вершины зарегистрировано 1912 году.